# Pandemia de COVID-19 en Zimbabue
La pandemia de COVID-19 en Zimbabue comenzó en el país en marzo de 2020. Algunas de las provincias de Zimbabue, en especial Manicalandia, Masvingo and Mashonalandia, también sufrieron de brotes de malaria al mismo tiempo. A pesar de que la malaria es tratable, el sistema de salud sufre de una gran presión y escasez de medicamentos debido a los casos de COVID-19.
Hasta el 20 de febrero de 2022, se contabiliza la cifra de 233,352 casos confirmados, 5,386 fallecidos y 224,940 recuperados del virus.

## Antecedentes
El 12 de enero de 2020, la Organización Mundial de la Salud (OMS) confirmó que un nuevo coronavirus fue la causa de una enfermedad respiratoria en un grupo de personas en la ciudad de Wuhan, provincia de Hubei, China, que se informó a la OMS el 31 de diciembre de 2019. La tasa de letalidad por COVID-19 ha sido mucho más baja que el SARS de 2003, pero la transmisión ha sido significativamente mayor, con un número total de muertes significativas.

## Vacunación
El 22 de febrero de 2021, Zimbabue lanzó su programa de vacunación contra la COVID-19 utilizando la vacuna Sinopharm BIBP. Al 30 de enero de 2022, 4 267 550 personas recibieron su primera dosis, 3 296 368 recibieron su segunda dosis y 55 381 recibieron una tercera dosis.
Al 28 de enero de 2022, el 28,3% de la población total recibió al menos una dosis. Se alega que existe corrupción dentro del programa público de vacunación, y se da prioridad para recibir vacunas a quienes estén dispuestos a pagar sobornos al personal del hospital y a los miembros del partido gobernante ZANU-PF de Zimbabue. Según se informa, las vacunas están disponibles dentro del sistema privado de atención médica a un costo de aproximadamente $40 USD.